# Брамінська династія
Брамінська династія (англ. Brahmin dynasty) — династія, що правила Сіндом та частиною Пенджабу у 632–720 роках. Отримала назву на честь засновника — браміна (брагмана) Чача. Стала останньою індуською династією. Зазнала занепаду внаслідок арабського вторгнення у 712 році.

## Історія
Засновником династії став брахман Чач, який служив міністром при магараджи Рай Сакаші II. Ймовірно у 623 році вчинив заколот, спираючись на прихильників індуїзму на противагу буддистам, про яких опікувалася династія Рай.
Чача виявився здібним військовим та політиком. За час його правління держава зміцнилася та розширилася. Було захоплено Макран (частина сучасного белуджистану), значна територія Пенджабу. За правління спадкоємця Чача — Чандара — була продовжена політика попередника. Проте основна увага приділялася внутрішнім справам та обороні земель від зовнішнього ворога. За володарювання останнього магараджи Дахіра на перших порах економічний та політичний стан був вельми чудовий. Втім постійні конфлікти з Арабським халіфатом призвели у 708 році до військових дій. Спочатку індуси мали успіхи, проте у 711 році на чолі арабів постав Мухамад ібн Касім, який у низці битв завдав поразки армії Дахіра, захопив важливі міста Дебал (сучасний Карачі), Брахманабад. У вирішальній битві біля Інду армія Дахіра зазнала поразки, а він сам загинув.
У 720 році син Дахіра — Джаясіах — прийняв іслам та уклав угоду з арабами. Втім невдовзі, скориставшись розгардіяшем в халіфаті у зв'язку з повстаннями проти Омеядів, вирішив повернути батьківські землі. Втім зазнав поразки й вимушений був задовольнитися маленьким князівством.

## Релігійна політика
Брамінська династія підтримувала прихильників брахманізму, при цьому переслідували буддистів. Це негативно відобразилося в час арабського наступу. Хоча буддисти й не співпрацювали з арабами, але й не чинили необхідного спротиву.

## Магараджи
- Чач (623–671)
- Чандар (671–679)
- Дахір (679–712)